# Episodi di The Five
La prima stagione della serie televisiva The Five è stata trasmessa nel Regno Unito per la prima volta dall'emittente Sky 1 dal 15 aprile al 13 maggio 2016.
In Italia, la serie è stata resa disponibile sul servizio on demand TIMvision nel novembre 2016 e rimarrà in catalogo fino al 7 novembre 2017.
| nº | Titolo originale | Titolo italiano | Prima TV UK    | Prima TV Italia |
| -- | ---------------- | --------------- | -------------- | --------------- |
| 1  | Episode 1        | Episodio 1      | 15 aprile 2016 | novembre 2016   |
| 2  | Episode 2        | Episodio 2      | 15 aprile 2016 | novembre 2016   |
| 3  | Episode 3        | Episodio 3      | 22 aprile 2016 | novembre 2016   |
| 4  | Episode 4        | Episodio 4      | 22 aprile 2016 | novembre 2016   |
| 5  | Episode 5        | Episodio 5      | 29 aprile 2016 | novembre 2016   |
| 6  | Episode 6        | Episodio 6      | 29 aprile 2016 | novembre 2016   |
| 7  | Episode 7        | Episodio 7      | 6 maggio 2016  | novembre 2016   |
| 8  | Episode 8        | Episodio 8      | 6 maggio 2016  | novembre 2016   |
| 9  | Episode 9        | Episodio 9      | 13 maggio 2016 | novembre 2016   |
| 10 | Episode 10       | Episodio 10     | 13 maggio 2016 | novembre 2016   |

## Episodio 1
- Titolo originale: Episode 1
- Diretto da: Mark Tonderai
- Scritto da: Danny Brocklehurst
- Altri interpreti: Naomi Ackie (Gemma Morgan), Justine Carmen Aina (Lorna), Alfie Bloor (Jesse), Harry Bloor (Jesse), Megan Bradley (Pru adolescente), Tom Brittney (Ken), Lorraine Burroughs (Jennifer Kenwood), Freedom Doran (Danny adolescente), Aedan Duckworth (Mark adolescente), Courtney Duncan (Annie), Ella Grant (Nico Carew), Ella-Grace Gregoire (Megan Kenwood), Barnaby Kay (Liam Townsend), Billy Kennedy (Slade adolescente), Sophia La Porta (Britnay Shearer), Shaie Lawson (Henry Kenwood), Syrus Lowe (Larry), Shauna MacDonald (Julie Wells giovane), Martin McCreadie (Karl), Vicky Myers (Selena Callaway), Michael Peavoy (Mickey), Tom Price (Kenton Marshall), Sam Swann (Mr. X), Noah Van Dort (Louis Kenwood), Nathan Waight (Stevie), Leon Ward (Andy), Don Warrington (Ray Kenwood), Freddie Watkins (James)

## Episodio 2
- Titolo originale: Episode 2
- Diretto da: Mark Tonderai
- Scritto da: Danny Brocklehurst
- Altri interpreti: Naomi Ackie (Gemma Morgan), Justine Carmen Aina (Lorna), Kim Allen (Jane Shilling), Alfie Bloor (Jesse), Harry Bloor (Jesse), Lee Boardman (Jay Newman), Megan Bradley (Pru adolescente), Tom Brittney (Ken), David Carr (Mr. Morgan), Howard Corlett (Garry Owens), Lauren Douglin (Izzy Allen), Aedan Duckworth (Mark adolescente), Courtney Duncan (Annie), Rachael Elizabeth (Rachel), Mark Fleischmann (Dean Frankel), Ella Grant (Nico Carew), Saoirse-Monica Jackson (Sasha), Judith Jacob (Mercy), Vauxhall Jermaine (Nigel Freeman), Barnaby Kay (Liam Townsend), Billy Kennedy (Slade adolescente), Sophia La Porta (Britnay Shearer), Martin McCreadie (Karl), Michael Peavoy (Mickey), Tom Price (Kenton Marshall), Cherrelle Skeete (Clare), Sam Swann (Mr. X), Freddie Watkins (James)